# Expulzarea germanilor din Cehoslovacia

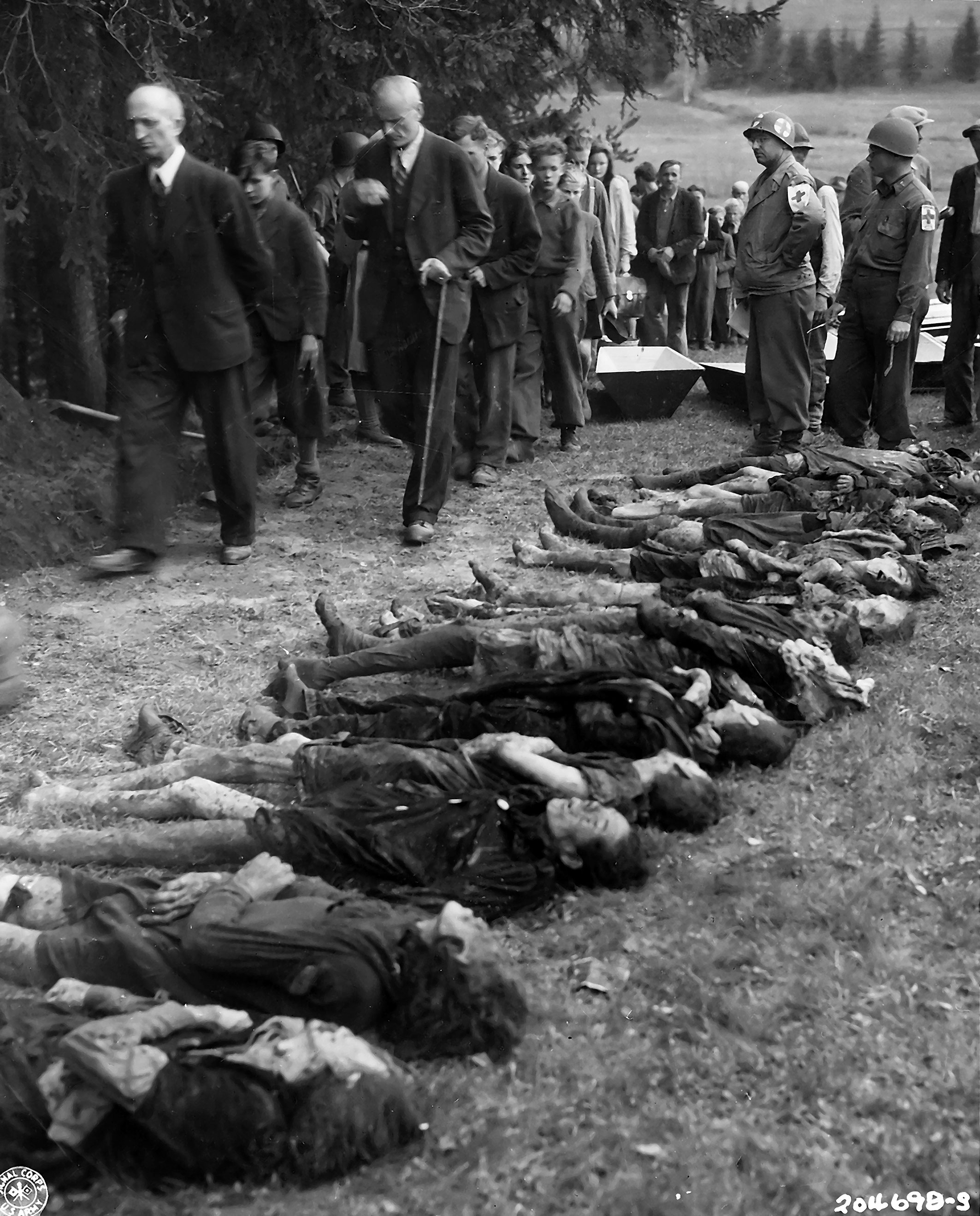
La 11 mai 1945, civilii germani din Sudeți care au locuit în Volary (acum în Cehia), au fost forțați de trupele americane să treacă (la expulzarea lor) pe lângă cadavrele a 30 de evreice, care au murit de oboseală și de foame în custodia trupelor SS, într-un marș de 500 de kilometri din lagărul de concentrare Helmbrechts (Flossenbürg) de-a lungul Cehoslovaciei până la Volary. Îngropate în morminte puțin adânci din Volary, cadavrele au fost exhumate de civili germani care au lucrat sub supravegherea medicilor din Divizia 5 Infanterie, Armata a 3-a a Statelor Unite ale Americii. Cadavrele au fost ulterior depuse în sicrie și reîngropate în cimitirul din Volary.

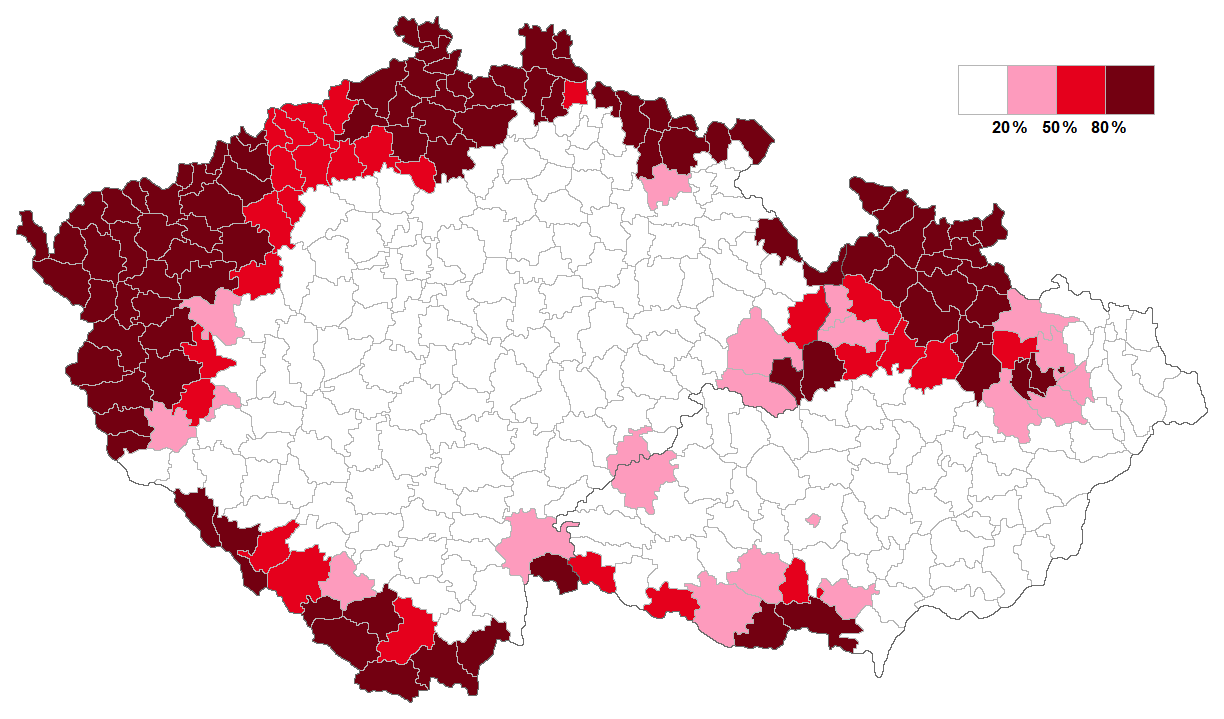
Districtele cehe cu o populație etnică germană în 1934 de 20% sau mai mult (roz), 50% sau mai mult (roșu) și 80% sau mai mult (roșu închis) în 1935

Expulzarea germanilor din Cehoslovacia după cel de-Al Doilea Război Mondial a făcut parte dintr-o serie mai amplă de evacuări și deportări ale germanilor din Europa Centrală și de Est în timpul și după cel de-Al Doilea Război Mondial.
În timpul ocupației germane a Cehoslovaciei, grupurile de rezistență cehe au cerut deportarea etnicilor germani din Cehoslovacia. Decizia de a-i deporta pe germani a fost adoptată de guvernul cehoslovac în exil, care, începând cu 1943, a solicitat sprijinul Aliaților pentru această propunere. Cu toate acestea, o decizie formală privind expulzarea populației germane nu a fost luată decât la 2 august 1945, după încheierea Conferinței de la Potsdam.
În lunile care au urmat sfârșitului războiului, expulzările „sălbatice” au avut loc din luna mai până în august 1945. Președintele Cehoslovaciei Edvard Beneš a cerut, la 28 octombrie 1945, „soluția finală a problemei germane” (în cehă konečné řešení německé otázky) care trebuia rezolvată prin deportarea etnicilor germani din Cehoslovacia.
Expulzările au fost efectuate la ordinul autorităților locale, în mare parte de către grupuri de voluntari înarmați. Totuși, în unele cazuri, a fost inițiată sau continuată cu ajutorul armatei regulate. Câteva mii de germani au murit violent în timpul expulzării, iar mulți alții au pierit din cauza foametei și a bolilor. Procesul de expulzare, conform deciziilor Conferinței de la Potsdam, a început la 25 ianuarie 1946 și a continuat până în octombrie 1946. Aproximativ 1,3 milioane de etnici germani au fost deportați în zona americană (Germania de Vest) și aproximativ 800.000 au fost deportați în zona sovietică (Germania de Est).
Decretele lui Beneš din aprilie–26 octombrie 1945 au tratat naționalizarea industriei grele, confiscarea proprietăților și expulzarea germanilor și ungurilor, a averilor colaboraționiștilor și trădătorilor și a anumitor organizații, inclusiv a Bisericii Romano-Catolice.
Expulzările s-au încheiat în 1948, dar nu toți germanii au fost expulzați; estimările privind numărul total de persoane care nu au fost expulzate variază între aproximativ 160.000 și 250.000.
Guvernul Germaniei de Vest a estimat în 1958 numărul morților etnicilor germani în perioada expulzării la aproximativ 270.000, o valoare care a fost citată de atunci în literatura istorică. Cercetările efectuate în 1995 de o comisie mixtă germană și cehă de istorici au constatat că estimările demografice anterioare, de 220.000 până la 270.000 de decese, au fost supraevaluate și bazate pe informații eronate; aceștia au concluzionat că numărul real al morților a fost de cel puțin 15.000 de persoane și că ar putea ajunge până la un maxim de 30.000 de morți, dacă se presupune că unele decese nu au fost declarate. Declarația Comisiei a mai precizat că înregistrările germane arată 18.889 de decese confirmate, inclusiv 3.411 sinucideri. Înregistrările cehe au indicat 22.247 de decese, inclusiv 6.667 de cazuri inexplicabile sau sinucideri.
Serviciul German Bisericesc de Căutare a confirmat moartea a 14.215 persoane în timpul expulzărilor din Cehoslovacia (6.316 morți violente, 6.989 în lagăre de internare și 907 în URSS ca muncitori forțați).

## Context
Ideea strămutării în masă a populației a apărut după Primul Război Mondial. Soluția la complexa componență națională și la conflictele severe și antagonismele insurmontabile rezultate, în special în Europa Centrală și de Est, a fost de a se realiza o „simplificare a componenței naționale”. Unul dintre primii care au promovat această măsură a fost, de exemplu, sociologul francez Bernard Lavergne. Schimbul de populație a fost folosit în rezolvarea relațiilor dintre Grecia și Turcia în Balcani și Asia Mică în 1922–1923, în urma războiului greco-turc. Cu toate acestea, în Europa interbelică, aceasta a fost o soluție excepțională. Complicata compoziție națională a fost abordată și prin măsurile Tratatului de la Versailles.
Politicienii care reprezentau minoritatea germană au căutat să creeze un stat hegemonic german, o „Austrie germană” și o „Europă Centrală”. Acest lucru a făcut ca politica centralistă germană să intre în conflict cu federalismul tradițional ceh. În ultimele zile ale monarhiei, germanii din Sudeți doreau să devină parte a unui stat german unificat, iar partea cehă dorea un stat ceh independent. Acest „conflict dintre politicienii cehi și cei germani nu a fost rezolvat prin negocieri, ci printr-o decizie a puterilor europene”. Atmosfera relațiilor dintre cehi și germani la începuturile Republicii Cehe este descrisă de cuvintele prim-ministrului altfel moderat, Vlastimil Tusar⁠(d): „Nu exista aproape nicio speranță privind un acord între cehi și germani asupra constituției. Nu exista nicio punte între propunerile constituționale care erau pregătite și acele planuri autonomiste cu care fierbea fiecare politician german și fiecare revistă germană în acea vreme. Contradicția dintre eforturile cehe și germane era insurmontabilă; cehii doreau să unifice statul, germanii doreau să se separe de cehi cât mai mult posibil.” Acordul de la München, cedarea forțată a Sudeților către Germania, dar și primul dictat de la Viena privind teritorii întinse din Slovacia, Rutenia (Ucraina) Carpatică și Ungaria, au dus la o escaladare a întregii probleme ceho-germane în 1938. În timpul protectoratului și al evenimentelor războiului, tensiunile dintre cehi și germani s-au adâncit.
Experiențele negative legate de protecția minorităților în cadrul măsurilor de la Versailles și de recunoaștere a minorităților naționale sau lingvistice au fost principalul factor determinant pentru strămutarea minorităților în timpul războiului, dar și pentru soluționarea „chestiunii germane”. Obsesia pentru puritatea națională (Sauberkeitswahn) a apărut anterior în Europa Centrală, dar Hitler a reînviat-o considerabil în timpul războiului și a completat-o cu superioritatea rasială a națiunii. Generalplan Ost a fost creat pentru a îndepărta popoarele slave din Boemia (ca parte a Soluției Finale la Chestiunea Cehă), Polonia și partea europeană a Uniunii Sovietice, parțial prin strămutarea dincolo de Munții Ural și de a le înlocui cu germani. 
Securitatea a fost principala motivație a politicii naționale cehoslovace postbelice și a fost înțeleasă prin apartenența colectivă la națiune. Abia atunci au intrat în joc opiniile politice sau alte elemente ale perspectivei populației. Guvernul cehoslovac în exil la Londra și primele trei cabinete postbelice au acordat o mare importanță înlăturării germanilor din zonă din punct de vedere al securității. Marile Puteri au fost de acord cu strămutarea cu condiția ca aceasta să fie efectuată într-un mod uman. Strămutarea unei părți a populației germane a fost considerată în perioada postbelică ca o soluție legală și preventivă la problema minorităților, care putea continua să fie o sursă de tensiune în relațiile internaționale. Mulți germani din Slovacia (germani carpatini din Karpatendeutschland) au fost, de asemenea, strămutați.

## În 2025
În februarie 2025, guvernul Cehiei a anunțat o subvenție de mai multe milioane de coroane din partea Ministerului Dezvoltării Regionale pentru a sprijini întreținerea mormintelor abandonate ale germanilor din Sudeți. După cel de-Al Doilea Război Mondial, expulzarea a peste trei milioane de germani din Cehoslovacia a dus la neglijarea a numeroase cimitire germane. Multe comune, precum Radonice, s-au luptat să păstreze aceste situri din cauza resurselor limitate. Istoricul Martin Krsek subliniază că aceste morminte au o valoare istorică și artistică semnificativă, servind drept cronici ale comunităților trecute. Noua finanțare își propune să ajute autoritățile locale în păstrarea acestei părți neglijate a patrimoniului național din Cehia.